# San Marino (Bentivoglio)
San Marino è una frazione del comune di Bentivoglio nella città metropolitana di Bologna.

## Geografia
Si trova a circa 3,39 chilometri a sud del capoluogo di comune. A nord scorre il Canale Emiliano Romagnolo.

## Storia
Due documenti del 948 e del 958 testimoniano l’esistenza dell’abitato di San Marino, insieme a quella di Castagnolo Minore, altra frazione di Bentivoglio. Fulcro del paese era la pieve di San Marino, autonoma a partire dalla prima metà del XII secolo, ma che perse poteri civili tra il XII ed il XIII, nonché la potestà di nomina dei rettori nel XV.

## Luoghi di interesse

### Architetture religiose
- Chiesa di San Marino, parrocchiale, frutto della riedificazione compiuta tra XVIII e XIX secolo, con successivi restauri nel XX secolo[3].

### Architetture civili
- Villa Smeraldi. Residenza nobiliare nata nel 1783 come casino o palazzo rurale. Dal 1973 ospita il museo della civiltà contadina[4].
- Villa Paleotta venne costruita alla fine del XVI secolo per volere di Annibale Paleotti e fu decorata in quello successivo da Domenico Tibaldi. Subì rimaneggiamenti nel XVIII secolo[5].

## Infrastrutture e trasporti
La frazione è collegata al capoluogo comunale tramite la SP 45 Saliceto, insieme ad altre strade minori, come via Saletto. Altre vie di comunicazione raggiungibili in breve sono la SS 64 Porrettana e la SP 3.
San Marino è servita da tre linee di autobus, la 442, la 446 e la 447, gestite dalla TPER: la 442 ha capolinea a San Marino, passa per Bentivoglio e termina a Castel Maggiore; le altre due la collegano direttamente a Bologna.